# دیرا
دیرا شهری در شهرستان سولنزو در استان بانوا در بورکینافاسوی غربی است و جمعیت آن ۳,۲۰۹ نفر است.